# Contea di Dayao
La contea di Dayao (大姚县S, Dàyáo XiànP) è una contea della Cina, situata nella provincia di Yunnan e amministrata dalla prefettura autonoma yi di Chuxiong.